# Sażyd Sażydow
Sażyd Chaliłrachimowicz Sażydow (ros. Сажид Халилрахимович Сажидов; ur. 6 lutego 1980) – rosyjski zapaśnik walczący w stylu wolnym. Brązowy medalista olimpijski z Aten 2004 w kategorii do 84 kg.
Złoty medalista mistrzostw świata w 2003 i 2006. Mistrz Europy w 2001 i 2002. Czwarty w Pucharze Świata w 2000. Najlepszy na igrzyskach wojskowych w 2007. Mistrz świata juniorów w 1998 i 2000, a Europy w 2000 roku.
Mistrz Rosji w 2001, 2003, 2004 i 2006; drugi w 2000 roku.